# دانيال سميث (لاعبة كرة طائرة)
دانيال سميث (29 أبريل 1990 - ) هي لاعبة كرة طائرة كندا.

## وصلات خارجية
- دانيال سميث (لاعبة كرة طائرة) على موقع اللجنة الأولمبية الكندية (الإنجليزية)